# Cremastus balteatus
Cremastus balteatus is een insect dat behoort tot de orde vliesvleugeligen (Hymenoptera) en de familie van de gewone sluipwespen (Ichneumonidae). De wetenschappelijke naam van de soort werd voor het eerst geldig gepubliceerd door Samuel Constantinus Snellen van Vollenhoven in 1878. De soort werd ontdekt in de buurt van Breda door Franciscus J.M. Heylaerts junior.